# Wreek vlucht 800
Wreek vlucht 800 is een spionageroman van auteur Gérard de Villiers en het 125e deel uit de S.A.S.-reeks met als protagonist de Oostenrijkse prins en freelance CIA-agent Malko Linge.

## Het verhaal
Vlak na het opstijgen van luchthaven John F. Kennedy International Airport in New York explodeert vlucht 800 van Trans World Airlines en waarbij alle inzittenden om het leven komen. Deze afschuwelijke daad wordt al snel toegeschreven aan een Islamitische terroristische organisatie onder leiding van Osama bin Laden.
Door de CIA wordt vrijwel meteen jacht gemaakt op Osama bin Laden om hem te arresteren, vast te houden of liever te elimineren.
Er wordt een speciale afgevaardigde naar Pakistan gestuurd om Malko een opdracht te geven die door de Amerikaanse president persoonlijk is ondertekend. De opdracht is rechttoe-rechtaan: de eliminatie van Osama bin Laden.
Malko dient uit te zoeken of het vermoeden van de CIA juist is en Osama bin Laden achter de aanslag zit. Malko krijgt ondersteuning van de aantrekkelijke Canadese verpleegster Dorothy.

## Personages
- Malko Linge, Oostenrijkse prins en CIA-agent;
- Dorothy, Canadese verpleegster.

## Waargebeurde feiten
Het fictieve verhaal is gebaseerd op de op 17 juli 1996 geëxplodeerde verkeersvlucht 800 van Trans World Airlines en ongeveer 32 kilometer ten zuidwesten van New York in zee stortte. Van de 230 personen aan boord overleefde niemand de crash.

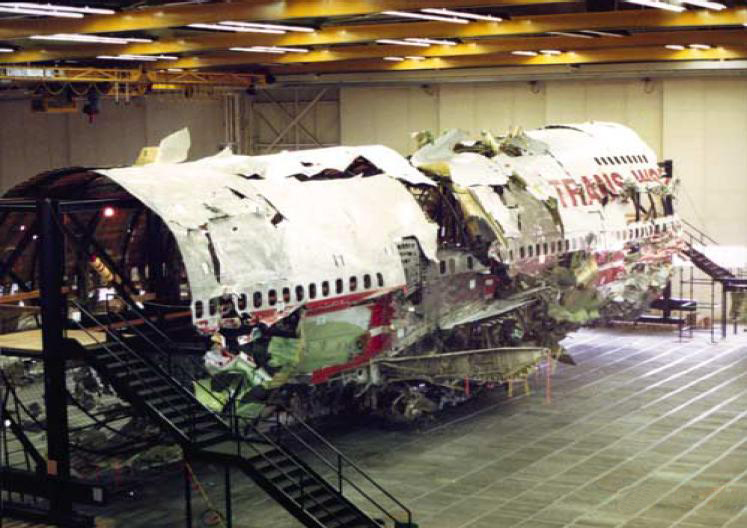
De reconstructie van het vliegtuig TWA Vlucht 800.

Het vluchtplan van TWA Vlucht 800.